# Compagnon de route

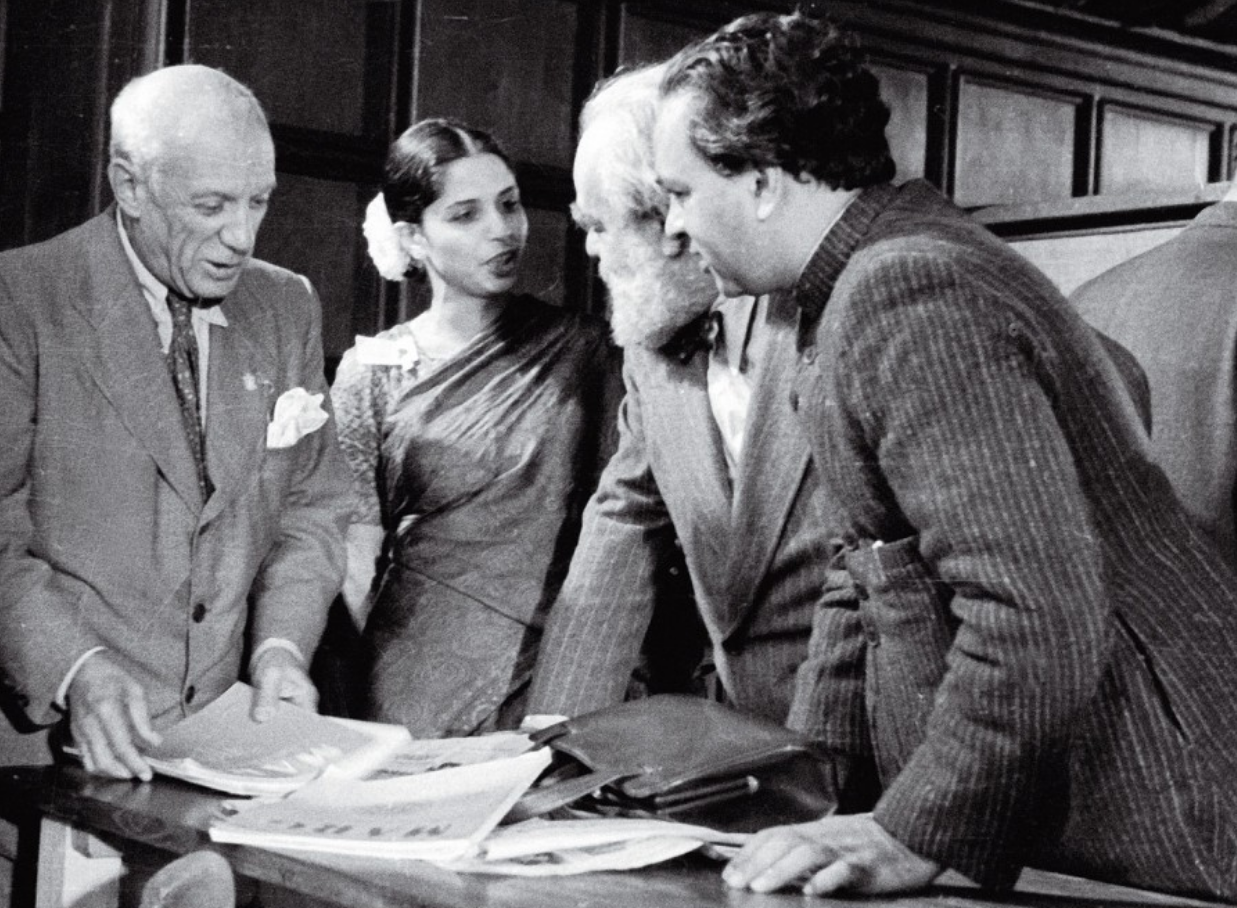
Congrès mondial des intellectuels pour la paix de Wroclaw (25 au 28 août 1948). Discussion autour d'exemplaires du Mārg. De gauche à droite : Pablo Picasso, Minnette de Silva, Jo Davidson et Mulk Raj Anand.

Le syntagme compagnon de route désigne une personne qui est intellectuellement proche de l'idéologie d'une organisation politique et qui peut prendre part à certaines de ses activités politiques ou culturelles, ou soutenir certaines de ses revendications, mais sans en être un membre officiel. Historiquement, l'expression est surtout employée pour désigner des personnes proches du mouvement communiste.   
Au début de l'histoire de l'Union soviétique, le dirigeant révolutionnaire bolchevique Trotsky popularise le terme popoutchik (Попутчик, « celui qui suit le même chemin ») pour désigner les intellectuels défenseurs hésitants du régime bolchevique, ou encore les membres de l'intelligentsia russe, écrivains, universitaires et artistes, qui, philosophiquement, étaient sensibles aux objectifs politiques, sociaux et économiques de la révolution russe de 1917, mais qui choisissent de ne pas adhérer au Parti communiste de l'Union soviétique. Pendant le régime stalinien, l'usage du terme popoutchik disparaît du discours politique en Union soviétique, mais le monde occidental adopte le terme anglais fellow traveller pour identifier les sympathisants du soviétisme et du communisme. 
En Europe, des termes équivalents à popoutchik et fellow traveller deviennent usuels : compagnon de route ou sympathisant, en France ; Weggenosse ou Sympathisant en Allemagne ; ou encore compagno di viaggio en Italie.

## Utilisation dans l'histoire intellectuelle du communisme

### URSS
Si l'invention du terme est attribuée à Anatoli Lounatcharski, c'est Léon Trotski qui popularise l'usage de popoutchik. Au chapitre 2 de Littérature et Révolution (1923), "Les" compagnons de voyage littéraires ", il est notamment précisé :   
 Entre l’art bourgeois, qui se perd soit dans les répétitions ou dans les silences, et l’art nouveau qui n’a pas encore vu le jour, se crée un art de transition, plus ou moins lié organiquement à la Révolution, mais en même temps, l'art de la révolution. Boris Pilniak, Vsevolod Ivanov, Nicolaï Tikhonov, les frères Sérapion, Essénine et son groupe d'imagistes et, dans une certaine mesure, Kliouïev  [...] ne font pas partie des carriéristes littéraires qui, peu à peu, se mettent à « dépeindre » la révolution. Ce ne sont pas non plus des convertis, comme ceux du groupe " Changement de direction", dont l'attitude implique une rupture avec le passé, un changement radical de front. 

Les écrivains qui viennent d'être mentionnés sont, pour la plupart, très jeunes : ils ont entre vingt et trente ans. Ils n'ont aucun passé pré-révolutionnaire, et s'ils ont dû rompre avec quelque chose, ce fut tout au plus avec des bagatelles. Leur physionomie littéraire, et plus généralement intellectuelle, a été créée par la révolution, selon l'angle où elle les a touchés, et, chacun à sa manière, ils l'ont tous acceptée. Mais, dans ces acceptations individuelles se trouve un trait commun qui les sépare nettement du communisme, et qui menace constamment de les y opposer. Ils ne saisissent pas la révolution dans son ensemble, et l'idéal communiste leur est étranger. Ils sont tous plus ou moins enclins à mettre leurs espoirs dans le paysan, par-dessus la tête de l'ouvrier. Ils ne sont pas les artistes de la révolution prolétarienne, mais les "compagnons de route" artistiques de celle-ci, dans le sens où ce mot était employé par l'ancienne social-démocratie. Si la littérature située hors de la Révolution d'Octobre, contre-révolutionnaire dans son essence, est la littérature moribonde de la Russie terrienne et bourgeoise, la production littéraire des " compagnons de route " constitue en quelque sorte un nouveau populisme soviétique, dépourvu des traditions des narodniki d'autrefois et aussi, jusqu'à présent, de toute perspective politique. Pour un " compagnon de route ", la question se pose toujours de savoir jusqu'où il suivra.

### France

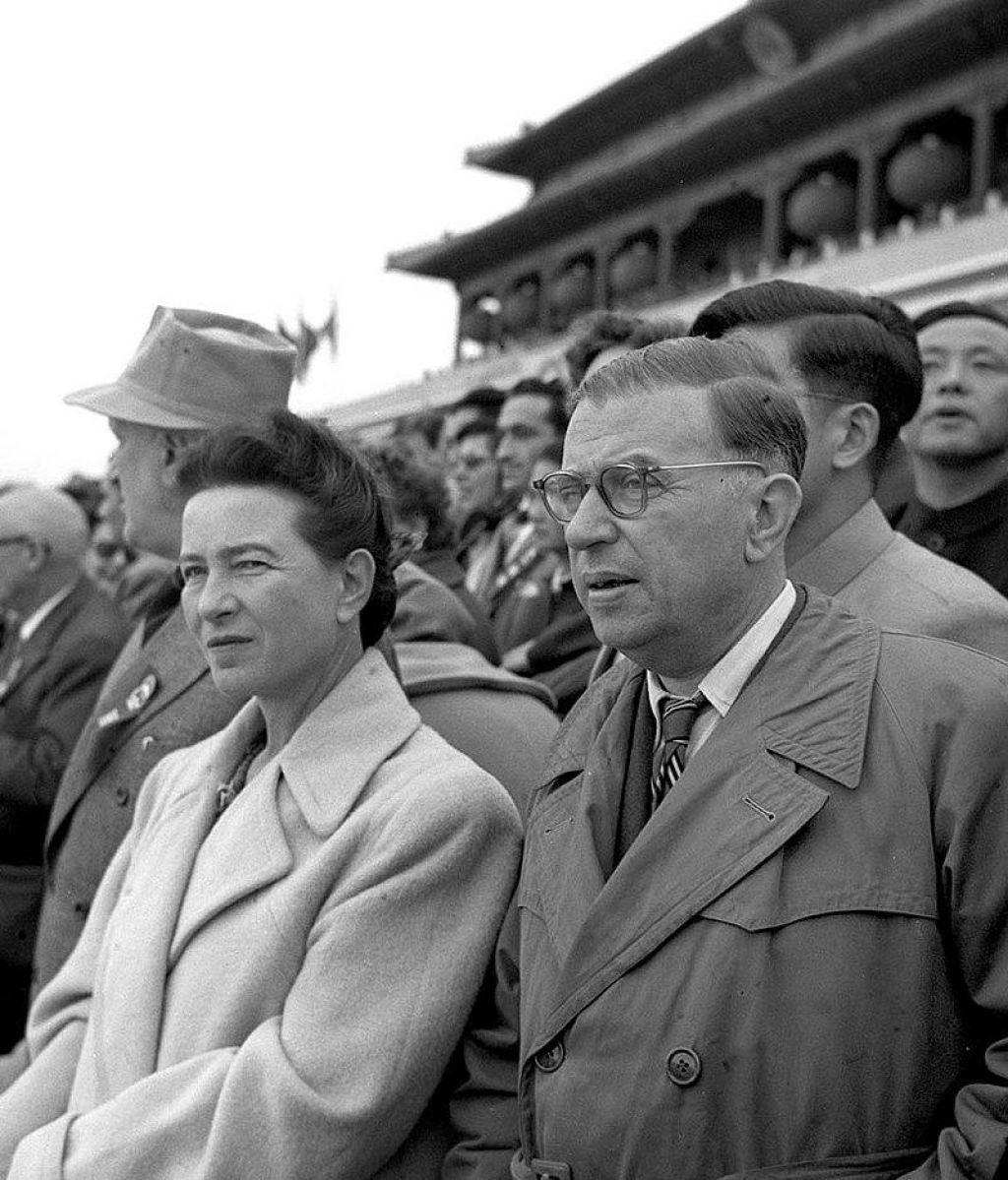
Simone de Beauvoir et Jean-Paul Sartre à Pékin en 1955.

Dans l'entre-deux-guerres, la révolution russe et la mise en place de l'URSS passionnent une partie de l'intelligentsia et des cercles artistiques français: Henri Barbusse et Romain Rolland, réunis un moment dans le Mouvement pacifiste Amsterdam-Pleyel, André Malraux, André Gide, Georges Duhamel, ou les surréalistes, Louis Aragon et André Breton.   
Durant l'après-guerre, les idées communistes sont dominantes dans la scène intellectuelle française, comme en témoignent François Furet, Edgar Morin, Annie Kriegel, Emmanuel Le Roy Ladurie, Jean-Paul Sartre ou Louis Althusser. Raymond Aron écrit à leur encontre L'Opium des intellectuels.
D'après l'historien André Champagne, 1945 à 1956 est l’âge d’or de l’engagement des intellectuels français pour le communisme parce que l’URSS est auréolée de sa victoire, les États-Unis au contraire symbolisant le capitalisme et l'impérialisme.

### États-Unis
Au sortir de la deuxième guerre mondiale, le sénateur républicain McCarthy réemploie à plusieurs reprises ce terme en dénonçant la présence de nombreux citoyens américains secrètement ou publiquement sympathisants du communisme et de l'Union soviétique qui travaillaient au Département d'État et dans l'armée américaine à des postes clés incompatibles à ses yeux avec une telle obédience. Le terme est également employé pour désigner les intellectuels ou les artistes, comme en témoigne la liste noire d’Hollywood . 
Dans Masters of Deceit: Masters of Deceit: The Story of Communism in America and How to Fight It (1958), le directeur du FBI, J. Edgar Hoover, définit cinq types de « compagnons de route », en tant que personnes subversives  visant selon lui le renversement du gouvernement américain pour un régime communiste :
- le communiste encarté, membre du parti communiste américain ;
- le communiste clandestin qui cache son appartenance au parti communiste ;
- le sympathisant communiste, qui est un communiste potentiel, parce qu'il ou elle a des opinions politiques communistes ;
- le compagnon de route, qui a des sympathies pour le communisme, mais qui n'est ni un promoteur influent du communisme, ni un communiste potentiel ;
- le dupe est une personne qui, de toute évidence, n’est ni communiste ni communiste potentiel, mais dont les actions politiques permettent la subversion communiste, par exemple : un chef religieux de premier plan qui prône le pacifisme ou les droits civiques des groupes minoritaires (raciaux, religieux, etc.) et qui s'oppose à la répression du communisme au nom des droits civils et politiques des citoyens[5].

## Autres utilisations

### Allemagne nazie
Au lendemain de la Seconde Guerre mondiale, le terme russe popoutchik (compagnon de voyage) fut traduit en allemand par Mitläufer, afin d'identifier la personne qui, sans être officiellement inculpée de participation à des crimes de guerre, était suffisamment impliquée dans le régime nazi pour que les autorités alliées responsables de la dénazification de l'Allemagne ne puissent pas l'exonérer juridiquement de son association avec les crimes de guerre de la Wehrmacht.